# 勐拉县 (缅甸)
勐拉县是缅甸掸邦下辖的一个县。县境大部分区域在缅甸掸邦东部第四特区控制下，第四特区也在此区域设立勐拉县，特区首府位于县内最大城镇勐拉。

## 历史沿革
2022年4月30日，缅甸政府以景栋县勐拉镇区新设勐拉县。

## 行政区划
勐拉县下辖勐拉镇区一个镇区。